# Strimko

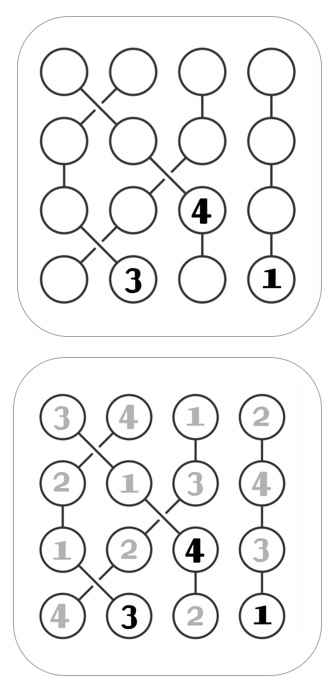
Strimko met oplossing

Strimko is een logische puzzel met getallen. De puzzel werd in 2008 bedacht door de familie Grabarchuk. Het is gebaseerd op het idee van Latijnse vierkanten, beschreven door een Zwitserse wiskundige en natuurkundige Leonhard Euler (1707-1783) in de 18e eeuw.
Alle Strimko-puzzels zijn oplosbaar met pure logica, er is geen speciale kennis vereist. Strimko gebruikt slechts drie basiselementen: rijen, kolommen en stromen. Alle elementen hebben een gelijk aantal vakjes en het doel is om elke rij, kolom en stroom de hele set gespecificeerde getallen te laten bevatten. Vakjes in het diagram zijn geordend in verschillende stromen van gelijke lengte, die vaak diagonaal en zelfs vertakkend lopen. Dergelijke mechanica creëert verstrengelde patronen die resulteren in interessante uitdagingen en ongebruikelijke logica.
Strimkopuzzels zijn met de hand gemaakt door Helen, Tanya en Peter Grabarchuk, en honderden originele Strimko-puzzels zijn gepubliceerd in verschillende vormen en platforms: internet, iOS, pc/Mac, Kindle, paperback.

## Overzicht
Het doel van het spel is om het gegeven diagram (3x3, 4x4, 5x5 ...) volledig in te vullen met ontbrekende getallen met inachtneming van drie eenvoudige regels:
- 1: Elke rij moet verschillende nummers bevatten.
- 2: Elke kolom moet verschillende nummers bevatten.
- 3: Elke stroom moet verschillende nummers bevatten.